# Emil Vogel
Emil Vogel, född den 21 januari 1859 i Wriezen, död den 18 juni 1908, var en tysk musikhistoriker.
Vogel, som var elev till Spitta, var bibliotekarie vid Musikbibliothek Peters. Han utgav den tredje upplagan av Friedrich Niederheitmanns Cremona. Eine Charakteristik der italienischen Geigenbauer und ihrer Instrumente.